# عود (پزشکی)
عود به بازگشت و ظهور مجدد علائم یا نشانه‌های بیماری، پس از فروکش، گفته می‌شود. برای مثال ام‌اس یا مالاریا اغلب اوج فعالیت و گاهی بازه زمانی طولانی‌ای از دوره نهفتگی همراه با عود بروز می‌دهند.